# Bryn Cunningham
Pour les articles homonymes, voir Cunningham.
Pas d'image ? Cliquez ici

a Compétitions nationales et continentales officielles uniquement.

b Matchs officiels uniquement.
Dernière mise à jour le 22 avril 2023.
Bryn Cunningham, est né le 30 mars 1978 à Bangor (Irlande du Nord). C’est un joueur de rugby à XV, qui joue avec la province de l'Ulster entre 1997 et 2010, évoluant au poste d'arrière (1,82 m et 79 kg).

## Carrière
Bryn Cunningham joue toute sa carrière professionnelle avec la province de l'Ulster en Coupe d'Europe et en Celtic league. 
Il fait partie de l'équipe qui remporte la Coupe d'Europe en 1999, aux côtés de son frère plus âgé Jan.
Il a connu sa 100e cape avec l'Ulster contre les Llanelli Scarlets au Stradey Park en mai 2006.
Il annonce la fin de sa carrière de joueur en octobre 2010, après une série de blessures.
Il a eu six sélections en équipe d'Irlande A.

## Palmarès
- Vainqueur de la Coupe d'Europe en 1999 avec l'Ulster